# Le Trou (nouvelle)
Ne doit pas être confondu avec Le Trou.
 Le Trou est une nouvelle de Guy de Maupassant, parue en 1886.
Le récit évoque Léopold Renard qui, accusé de la mort d'un homme, explique toute l'histoire pour prouver qu'il est innocent.
La nouvelle est initialement publiée dans la revue Gil Blas du 9 novembre 1886, puis dans le recueil Le Horla en 1887.

## Résumé
Comme tous les dimanches, Léopold Renard se rend avec sa femme à Poissy où ils vont pêcher dans leur « trou ». C'est un endroit où Léopold a découvert qu'il y avait beaucoup de poissons. Pour la première fois depuis trois ans, quelqu'un s'est installé dans leur trou avant qu'ils n'arrivent. Léopold est fou de rage mais pour ne pas faire de problèmes il ne dit rien.
L’autre homme pêche beaucoup plus de poissons que lui, ce qui l'énerve encore plus. Les deux femmes commencent à s’insulter.
Le mari veut intervenir mais Léopold le pousse dans l’eau et, le temps que Léopold ne sépare les deux femmes, l’homme s’est noyé.
Léopold est accusé de la mort de l'homme mais est finalement acquitté car plusieurs témoins ont expliqué le déroulement des faits.

## Éditions
- 1886 - Le Trou, dans Gil Blas
- 1887 - Le Trou, dans La Vie populaire
- 1887 - Le Trou, dans Le Horla recueil paru chez l'éditeur Paul Ollendorff.
- 1979 - Le Trou, dans Maupassant, Contes et Nouvelles, tome II, texte établi et annoté par Louis Forestier, éditions Gallimard, Bibliothèque de la Pléiade.